# 化
化（か）は、漢姓の一つ。

## 中国の姓
中国の姓の一つ。希少姓である。2020年の中華人民共和国の統計では人数順の上位100姓に入っておらず、台湾の2018年の統計では819番目に多い姓で、27人がいる。

### 出自
化姓の始祖は中国古代黄帝大臣化狐との記録が残る。

### 著名な人物
- 化燮：明の軍人。

## 朝鮮の姓
化（か、ファ、朝: 화）は、朝鮮人の姓の一つである。

### 氏族
4本が伝わる。《朝鮮氏族通報》には伏龍、艅艎の2本が記載される。しかし、実際は皆羅州化氏の分派とされる。  
| 氏族（地域） | 創始者 | 人数（2015年） |
| ------------ | ------ | -------------- |
| 殷谷化氏     |        | 6              |
| 晋陽化氏     | 化明臣 | 762            |
| 晋州化氏     | 化明臣 | 138            |

### 人口と割合
日本統治下の1930年度国勢調査では、39世帯が居り、晋州に23世帯、宜寧に3世帯など慶尚南道にのみ分布していた。2000年の調査では、羅州化氏29世帯101人、伏龍化氏4世帯11人、艅艎化氏7人、晋陽化氏252世帯824人など945人が居住することが確認された。
| 年度   | 人口  | 世帯数  | 順位         | 割合 |
| ------ | ----- | ------- | ------------ | ---- |
| 1960年 | 246人 |         | 258姓171位   |      |
| 1985年 |       | 495世帯 | 274姓中144位 |      |
| 2000年 | 945人 | 286世帯 |              |      |
| 2015年 | 915人 |         |              |      |